# Gryllus vocalis
Gryllus vocalis, je vrsta pravokrilca u potfamiliji Gryllinae. Nalazi se u Severnoj Americi.